# Across the Universe
"Across the Universe" é uma canção dos Beatles lançada no álbum Let It Be. A canção traz John Lennon nos vocais principais, que também é o compositor da canção (embora todas as canções escritas por John Lennon e Paul McCartney na época dos Beatles, sozinhos ou em colaboração, fossem creditadas a Lennon/McCartney).

## Gravação
Em fevereiro de 1968, os Beatles começaram as gravações da canção nos estúdios da Abbey Road.  Paul McCartney tinha escrito "Lady Madonna" e John, "Across the Universe". Ambas canções foram gravadas junto com a canção de John "Hey Bulldog" e com a de George Harrison "The Inner Light" entre 3 e 11 de fevereiro.
A primeira versão contou com um coro feminino de duas fãs que estavam na frente do estúdio em Abbey Road naquele dia. Uma delas era a garota brasileira Lizzie Bravo.
A canção básica foi gravada em 4 de fevereiro, John Lennon não ficou satisfeito com a canção e por isso tentou várias inovações. No final, segundo Lennon, Paul McCartney convenceu John a chamar duas fãs, Lizzie Bravo e Gayleen Pease, que estavam na porta do estúdio para participar da vocalização da canção.
A canção foi mixada em mono e colocada de lado enquanto o grupo lançou como single as canções "Lady Madonna" e "The Inner Light". Depois do retorno espiritual na Índia, o grupo resolveu gravar algumas canções compostas lá e "Across the Universe" permaneceu engavetada.
Em fevereiro de 1968, Spike Milligan ouviu a canção e sugeriu que ela fosse lançada como parte do álbum que ele estava organizando pela World Wide Fund for Nature. Os Beatles concordaram com a proposta e a canção foi mixada em estéreo pela primeira vez por George Martin. O mix original (mono e estéreo) tinha 3:37. Para o álbum da 'wildlife' foi acrescentado efeitos sonoros de pássaros no início e no final da canção. Depois de acrescentado o efeito, a canção foi acelerada de forma que mesmo com os efeitos sonoros de pássaros a canção só tinha 3:49. O primeiro lançamento da canção foi no álbum No One's Gonna Change Our World, em dezembro de 1969.    
Embora nunca satisfeito com a gravação, John Lennon tocou-a durante a gravação a sessões do álbum Let It Be em janeiro de 1969; a canção aparece no filme homônimo também. Para assegurar que tanto o filme como o álbum tivessem a mesmas canções, ela foi lançada junto ao álbum em maio de 1970.
Glyn Johns remixou a canção em fevereiro dando um tratamento acústico e corrigindo a velocidade da canção. Entretanto, a versão conhecida pelo público é do produtor Phil Spector. Assim como a maioria das canções produzidas por Spector para o álbum Let It Be, foi adicionado orquestração e vocalização. A canção "Across The Universe" com sua produção ficou mais lenta com 3:47 minutos.
Um take anteriormente não lançado da canção, sem a produção pesada, foi lançada no álbum Anthology 2 em 1996. O master de fevereiro de 1968 foi lançado no álbum Let it Be... Naked de 2003.

## Certificações
| Região                                                                                                  | Certificação | Vendas   |
| --- | ------------ | -------- |
| Reino Unido (BPI) relançamento de 2010                                                                  | Prata        | 200,000^ |
| *números de vendas baseados somente na certificação ^números de vendas baseados somente na certificação |              |          |

## Transmissão para o espaço
Em 4 de fevereiro de 2008, a NASA transmitiu "Across The Universe" em direção a estrela Polar, 431 ano-luz da terra.  A transmissão usou uma antena de rádio de 70m localizada em Madrid.